# Exoprosopa punctulata
Exoprosopa punctulata är en tvåvingeart som beskrevs av Macquart 1840. Exoprosopa punctulata ingår i släktet Exoprosopa och familjen svävflugor. Inga underarter finns listade i Catalogue of Life.